# HR 8799 b
HR 8799 b est une exoplanète située à 135 années-lumière (41 pc) du Soleil, dans la constellation de Pégase. Elle orbite autour de HR 8799, une étoile variable de type γ Doradus de type spectral λ Bootis appartenant la séquence principale d'environ 60 millions d'années, de 1,5 fois la masse et 4,9 fois la luminosité du Soleil, au centre d'un système formé d'un disque de débris et d'au moins quatre exoplanètes massives :
| Planète ou disque | Masse (MJ) | Demi-grand axe proj.* (UA) | Période orbitale (a) | Excentricité |
| --- | ---------- | -------------------------- | -------------------- | ------------ |
| |            |                            |                      |              |
| Disque chaud | ?          | ?                          | ?                    | ?            |
| HR 8799 e | 9 ± 4      | 14,5 ± 0,5                 | ~ 50                 | ?            |
| HR 8799 d | 10 ± 3     | ~ 24                       | ~ 100                | > 0,04,      |
| HR 8799 c | 10 ± 3     | ~ 38                       | ~ 190                | ?            |
| HR 8799 b | 7+4 −2     | ~ 68                       | ~ 465                | ?            |
| Disque de débris | ?          | 75                         | ?                    | ?            |
| Halo de poussières | ?          | jusqu'à environ 1500       | ?                    | ?            |
| * Seule la distance projetée sur la voûte céleste à la hauteur de l'étoile peut être estimée, car les paramètres orbitaux de ces planètes sont inconnus. |            |                            |                      |              |
| |            |                            |                      |              |
| Système planétaire de HR 8799, |            |                            |                      |              |

Ces exoplanètes étant éloignées de leur étoile, avec des périodes de révolution très longues, elles ont été découvertes par imagerie directe et non par la méthode des vitesses radiales, inapplicable dans ce cas avec les technologies actuelles ; elles sont en effet visibles en infrarouge du fait de leur température élevée (de l'ordre de 800 à 1 100 K) due à leur très jeune âge (elles ne se sont formées qu'il y a quelques dizaines de millions d'années) :

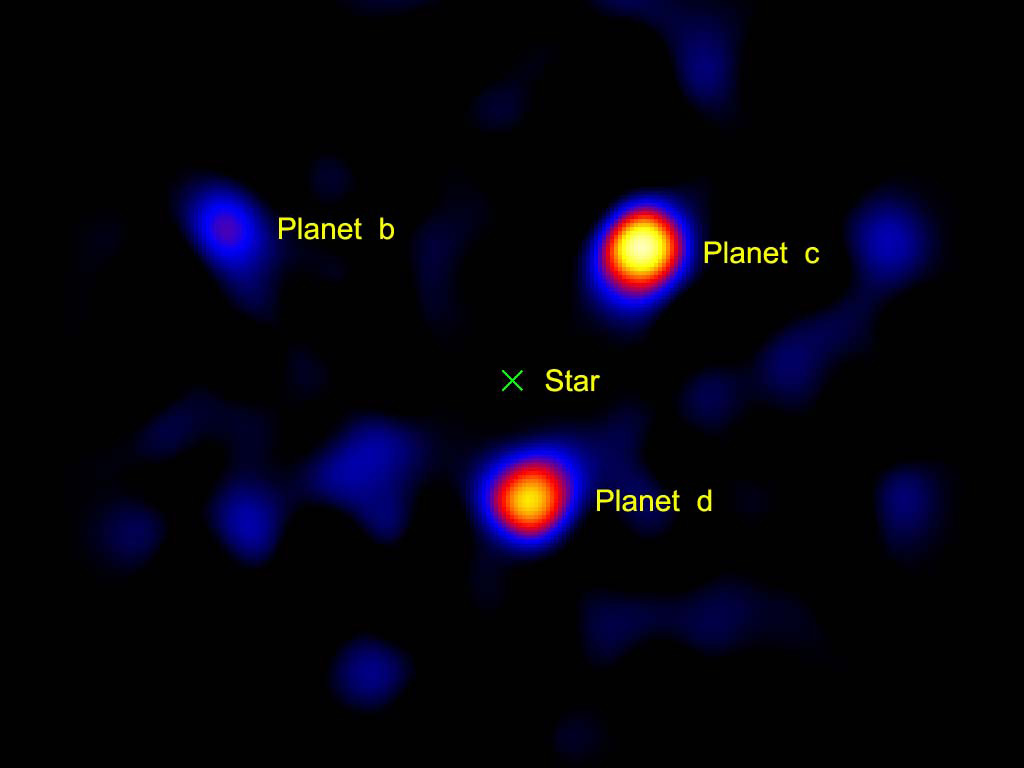
Trois des quatre exoplanètes identifiées autour de HR 8799 (masquée et marquée par une croix), photographiées le 14 avril 2010 à l'observatoire du Mont Palomar en Californie.

Compte tenu des incertitudes qui pèsent encore sur les paramètres orbitaux des planètes de ce système, la masse de HR 8799 b est encore incertaine et les valeurs publiées varient selon les sources, d'environ 5 à 7 MJ.
D'après les simulations réalisées pour en évaluer la stabilité, ce système planétaire pourrait présenter une résonance orbitale 1:2:4 entre les planètes HR 8799 b, HR 8799 c et HR 8799 d, semblable à la résonance de Laplace des trois satellites galiléens intérieurs que sont, par demi-grand axe décroissant, Ganymède, Europe et Io, ou encore de trois des exoplanètes du système de Gliese 876.

## Atmosphère
La spectrométrie dans le proche infrarouge a révélé la présence d'une chimie du monoxyde de carbone CO et du méthane CH4 dans l'atmosphère de HR 8799 b. En mars 2015, la détection simultanée de trois molécules dans l'atmosphère de cette planète, à savoir l'eau (H2O), le méthane (CH4) et le monoxyde de carbone (CO), est annoncée par Travis S. Barman et al..

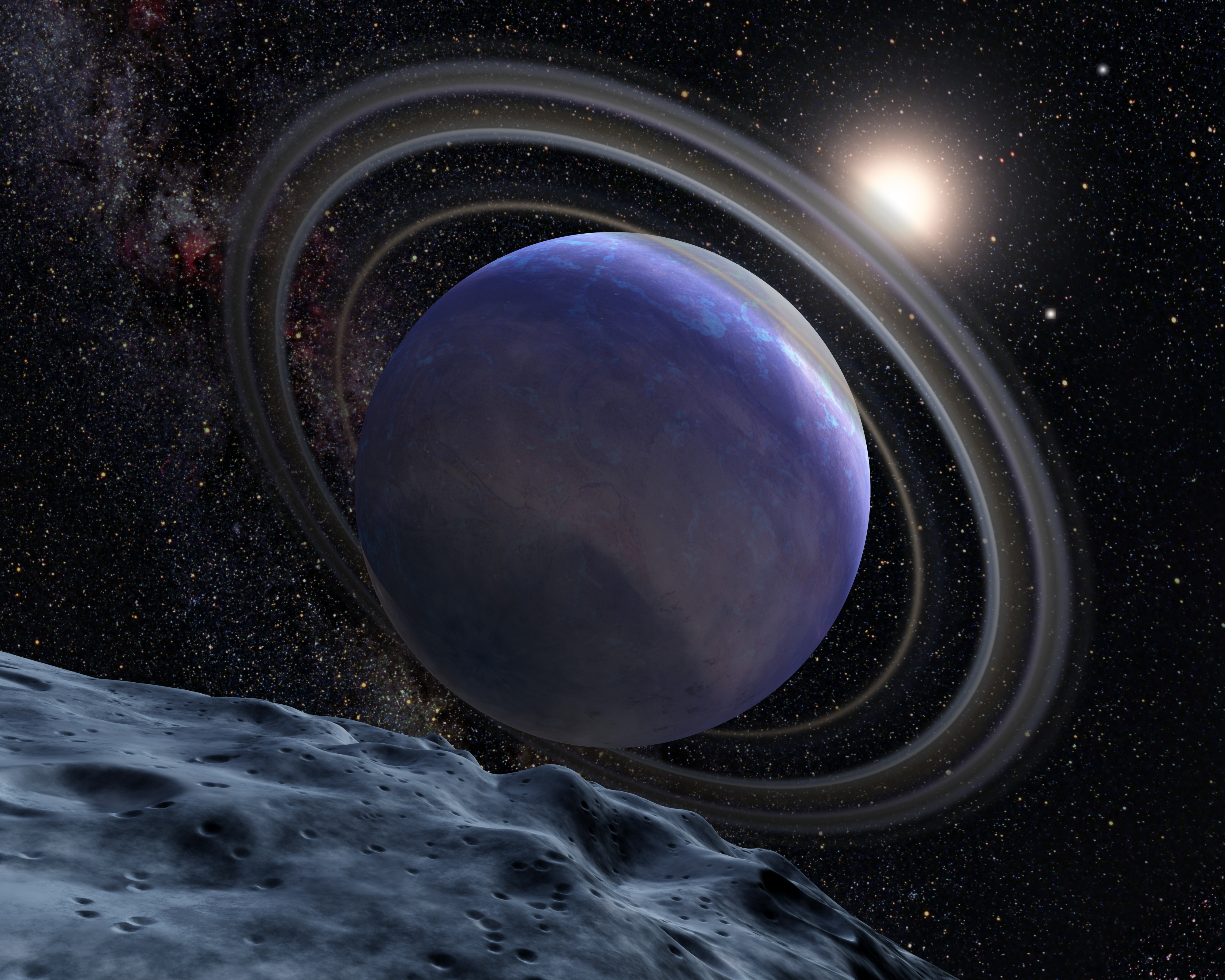
Une vue d'artiste de HR 8799 b depuis une lune.

## Désignation
HR 8799 b a été sélectionnée par l'Union astronomique internationale (IAU) pour la procédure NameExoWorlds, consultation publique préalable au choix de la désignation définitive de 305 exoplanètes découvertes avant le 31 décembre 2008 et réparties entre 260 systèmes planétaires hébergeant d'une à cinq planètes. La procédure, qui a débuté en juillet 2014, s'achèvera en août 2015, par l'annonce des résultats, lors d'une cérémonie publique, dans le cadre de la XIXe Assemblée générale de l'IAU qui se tiendra à Honolulu (Hawaï).